# Helena Kottler Vurnik
Helena Kottler Vurnik (Helena Vurnik, született Kottler, Bécs, 1882. szeptember 26. – Radovljica, 1962. április 4.) az Osztrák–Magyar Monarchiában született szlovén művésznő, aki leginkább a ljubljanai Szövetkezeti Üzletbank homlokzatának és belső terének dekoratív festményeiről ismert.

## Élete
Édesapja Moritz Kottler, postai jogász, édesanyja Bronislawa, aki lengyel származású volt. A középiskola után zongora-, rajz- és akvarelliskolába járt. Később beiratkozott egy grafikus szakkollégiumba, majd a bécsi lány- és nőművészeti iskolába.
A tanulmányai befejezése után hat hónapos ösztöndíjat nyert, így Olaszországban, Modena közelében művészeti tanulmányokat folytatott. Bécsbe visszatérve 1913-ban illusztrátorként dolgozott, eladta az Olaszországban festett képeit, és műtermet bérelt. 1913-ban ismerkedett meg későbbi férjével, Ivan Vurnikkal ((1884–1971). Fél évvel a találkozásuk után férjhez ment a két évvel fiatalabb Ivanhoz. Egy ideig Bécsben éltek, majd Ljubljanában, 1915-ben Radovljicára költöztek, majd fél év múlva Ivánt besorozták a hadseregbe, aki az első világháború végéig katona volt. Helena házasságkötése után többnyire templomok számára dolgozott. A grafikai tervezésben és a könyvillusztrációban szerzett tapasztalatai jól jöttek új megbízatásaihoz, de a nagy formátumú templomképek új kihívást jelentettek a számára. A háború után a férjével együtt az egyházi művészetet újították fel a formatervezés és a kézművesség területén. 1938-ban művészeti és kézműves díjat kapott Berlinben. 
Fia, Niko halála mélyen megrázta, aki 1942-ben, tizenkilenc évesen halt meg a második világháborúban. Helena a magányossága és betegségei miatt egyre kevesebbet dolgozott. 1962-ben halt meg, 79 évesen.

## Fordítás
- Ez a szócikk részben vagy egészben  a   Helena Kottler Vurnik című angol Wikipédia-szócikk ezen változatának fordításán alapul.  Az eredeti cikk szerkesztőit annak laptörténete sorolja fel. Ez a jelzés csupán a megfogalmazás eredetét és a szerzői jogokat jelzi, nem szolgál a cikkben szereplő információk forrásmegjelöléseként.